# Sinagoga Neologă din Cluj-Napoca
Sinagoga Neologă este un lăcaș de cult mozaic din municipiul Cluj-Napoca, situat pe str. Horea nr. 21 (mai demult str. Franz Joseph). Edificiul fost construit în perioada 1886-1887 în stil maur. În prezent este cunoscut și sub denumirea de Templul Memorial al Deportaților Evrei.

## Istoric
Comuniunea mozaică neologă , formată în majoritate de intelectuali, s-a despărțit în anul 1881 din comuniunea mozaică ortodoxă . Conducătorul neolog a fost rabinul Mátyás Eisler, profesor al limbilor semite la Universitatea din Cluj.
Sinagoga a fost construită între anii 1886-1887 în stilul maur, după proiectele inginerului feroviar Isidor Hegner, fiind inaugurată la 4 septembrie 1887. Fațada sinagogii este o îmbinare a elementelor tradiționale cu cele de inspirație orientală. Nagy Utca, Ulița Mare, strada pe care a fost construită sinagoga, a fost modernizată și redenumită la sfârșitul secolului al XIX-lea în str. Franz Joseph. Colocvial a purtat denumirea de Zsidó Utca, Ulița Evreilor.
A fost grav deteriorată de către legionari pe data de 13 septembrie 1927, fiind ulterior restaurată cu sprijinul guvernului României. După Dictatul de la Viena (1940), când nordul Transilvaniei a fost ocupat de către Ungaria, autoritățile horthyste au transformat Sinagoga Neologă din Cluj în magazie. După deportarea evreilor în lagărele naziste, sinagoga a fost din nou grav deteriorată la 2 iunie 1944, din cauza unor bombardamente asupra gării aflate în apropiere. Sinagoga a fost refăcută în 1947.
Lucrări de restaurare completă a lăcașului de cult au fost efectuate în anul 1951. Sinagoga este dedicată astăzi memoriei victimelor Holocaustului.
În prezent, Templul Deportaților din Cluj este una din cele cinci sinagogi existente în oraș, fiind singura aflată în funcțiune .
În lista sinagogilor din România publicată în lucrarea Seventy years of existence. Six hundred years of Jewish life in Romania. Forty years of partnership FEDROM – JOINT, editată de Federația Comunităților Evreiești din România în anul 2008, se preciza că Templul Deportaților din Cluj era în funcțiune. 

## Arhitectura templului
Sinagoga Neologă din Cluj a fost construită în stilul maur. Cornișa este bogat decorată și se termină la colțuri cu 4 turle mici tipic orientale. Turnurile și intrarea principală sunt de origine maură. 
Interiorul clădirii a fost refăcut în întregime, fiind conceput în stil neoclasic spre modern.
Templul memorial al deportaților evrei din Cluj se află inclus pe lista monumentelor istorice din județul Cluj elaborată de Ministerul Culturii și Patrimoniului Național din România în anul 2010.

## Fotogalerie

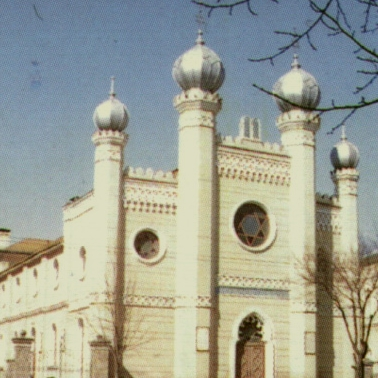
Templul Deportaţilor din Cluj
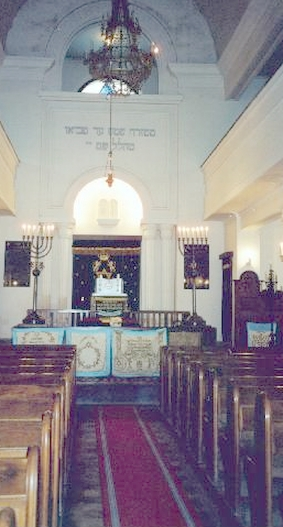
Interiorul sinagogii
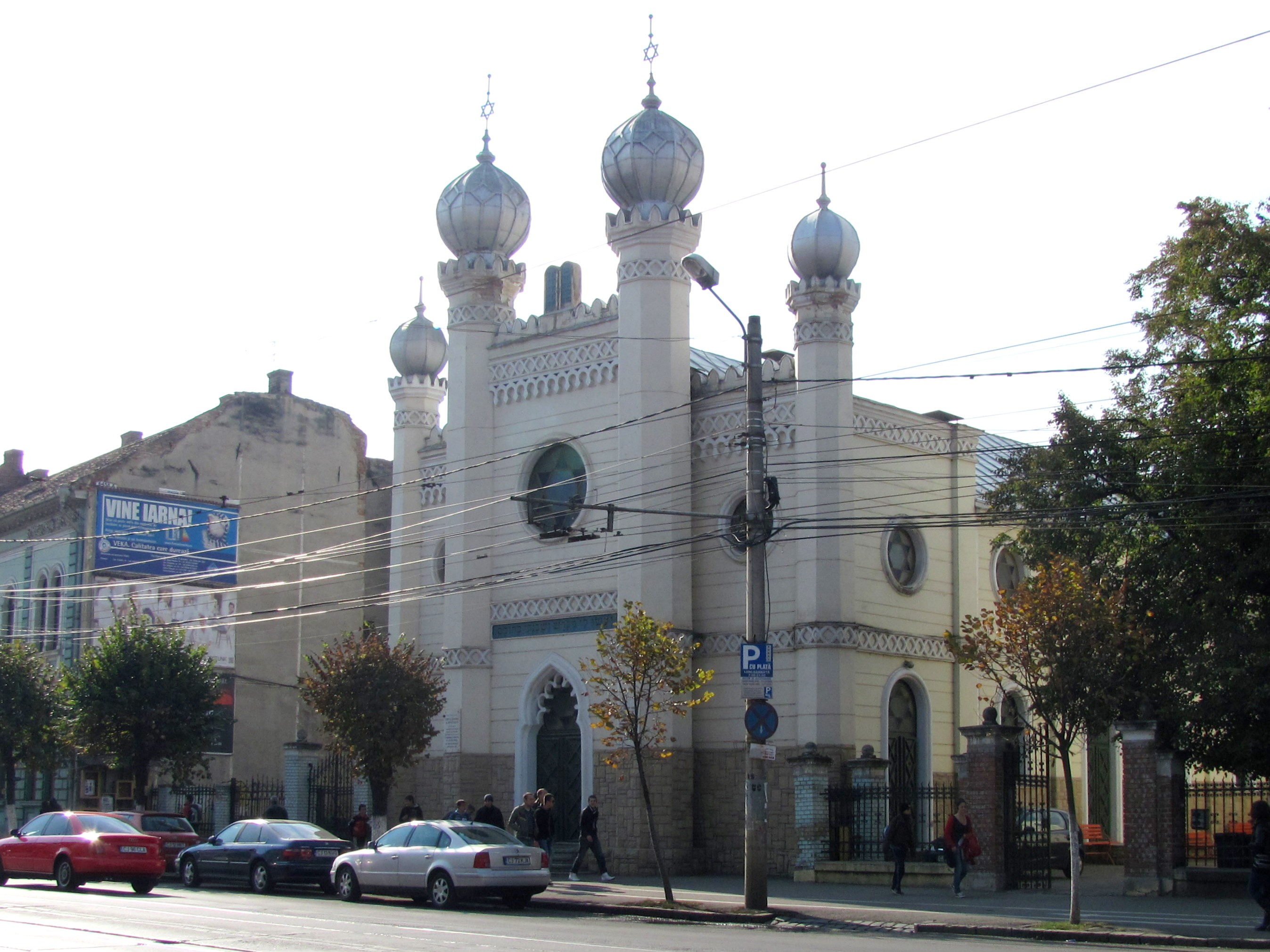
Sinagoga Neologă (Str. Horea nr.21)
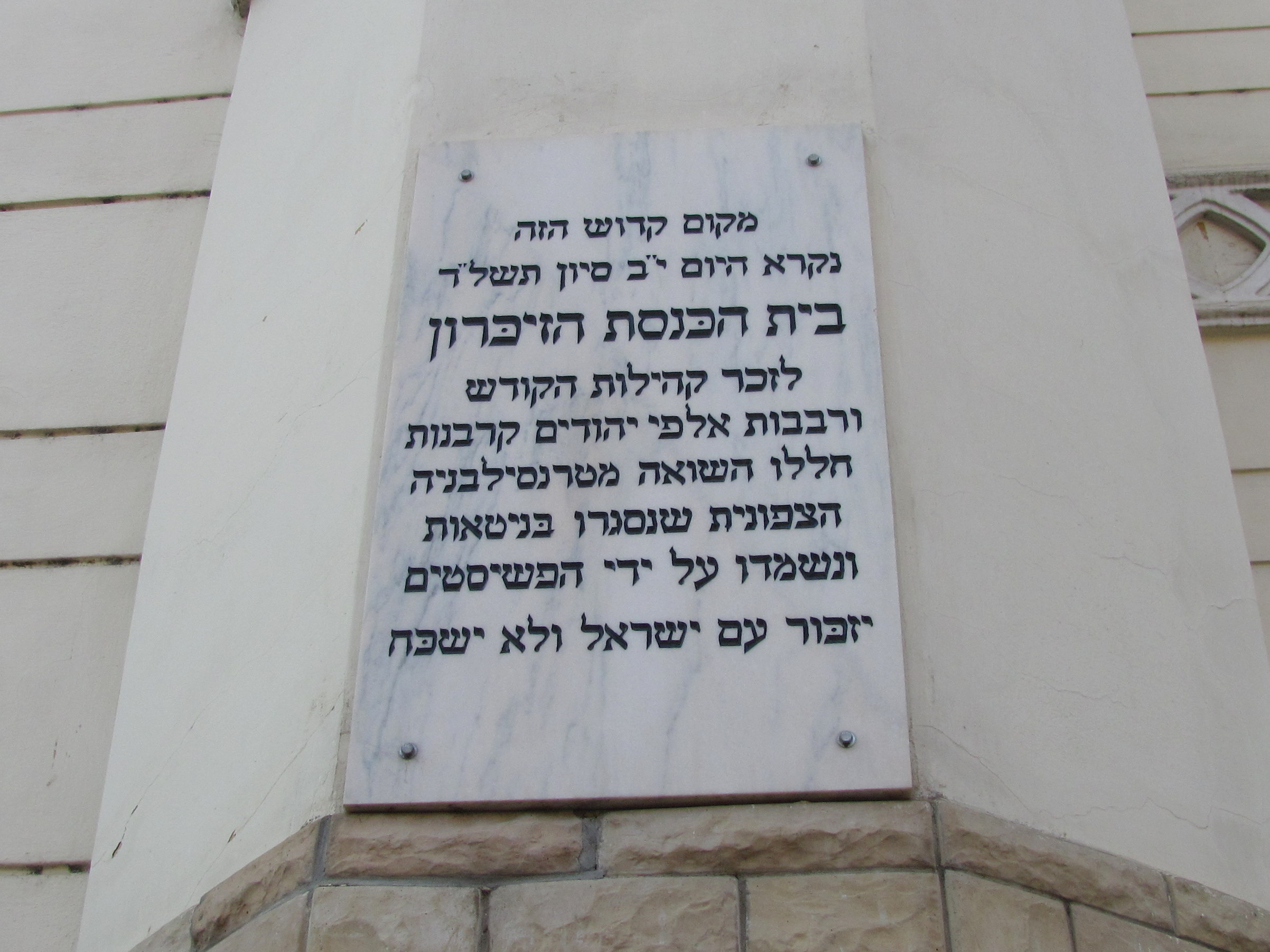
Placă comemorativă
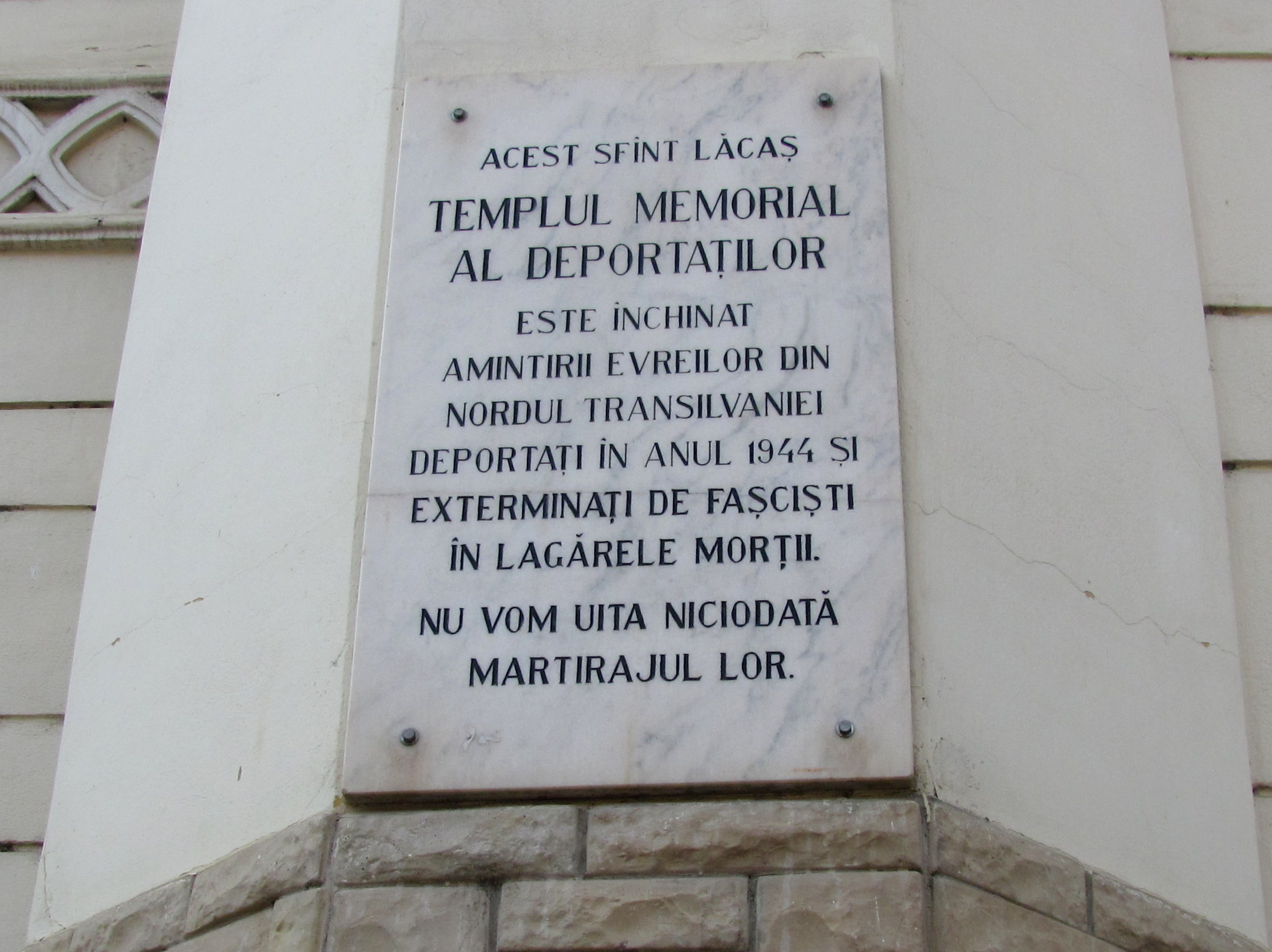
Placă comemorativă
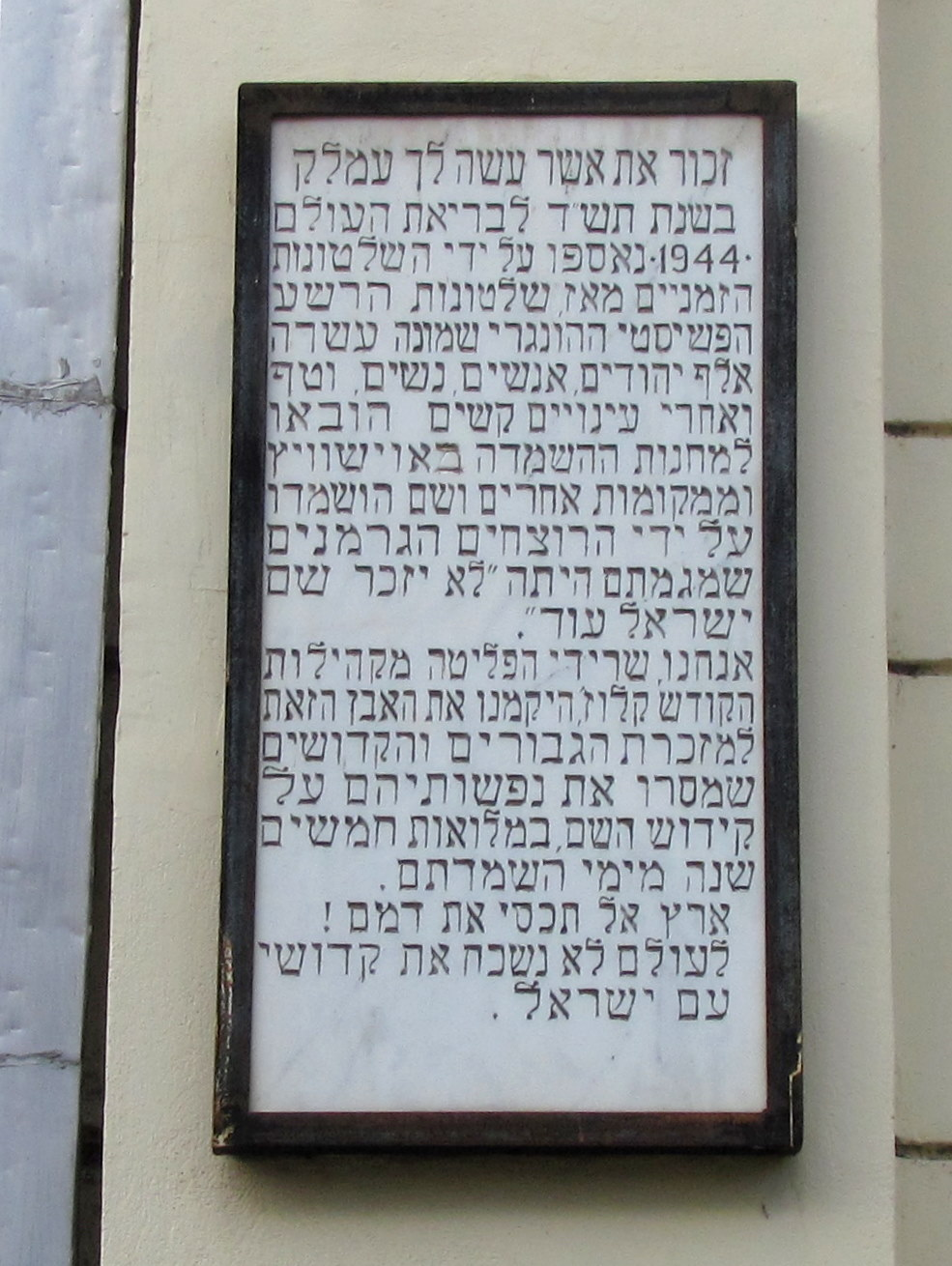
Placă comemorativă
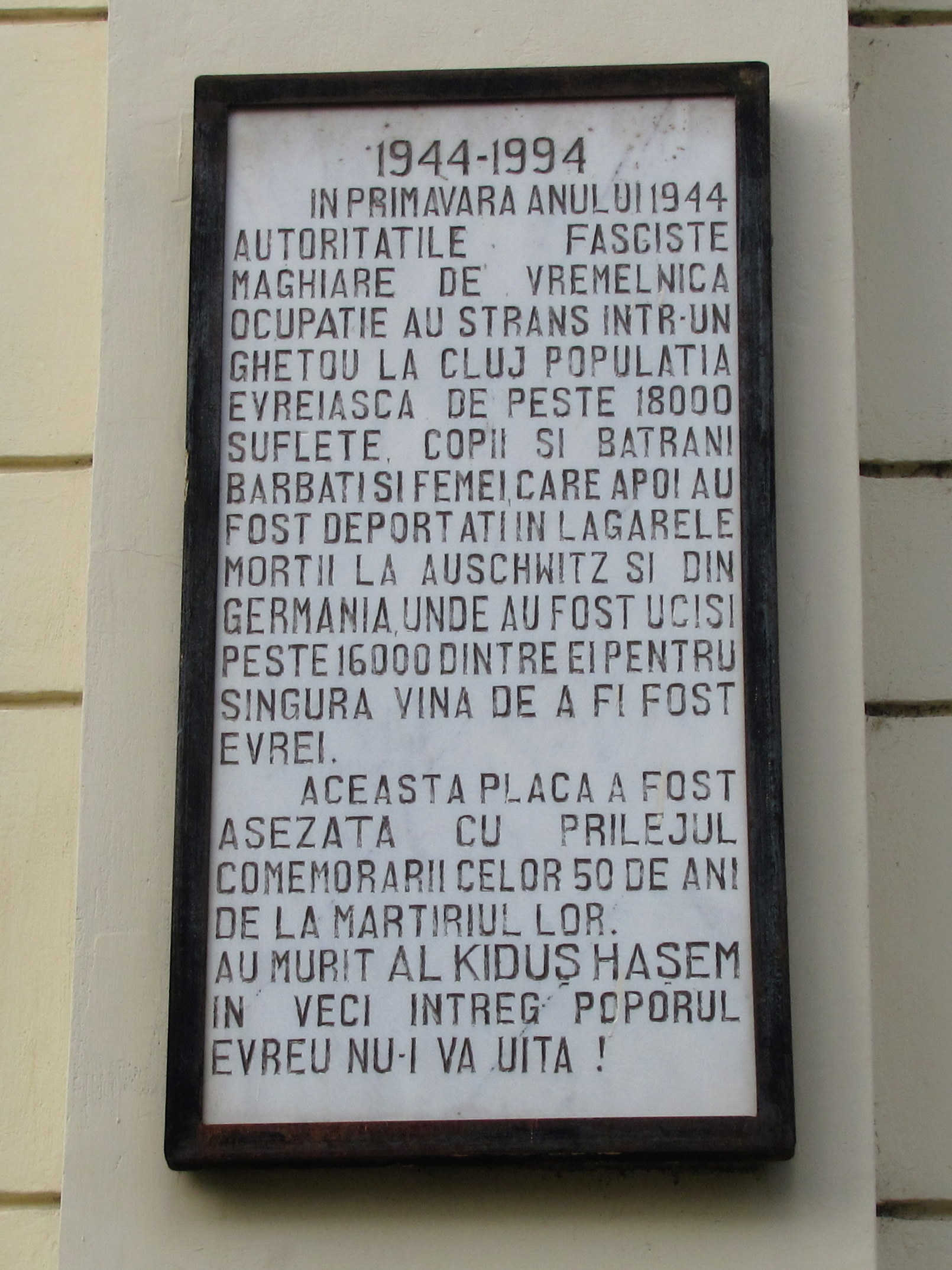
Placă comemorativă
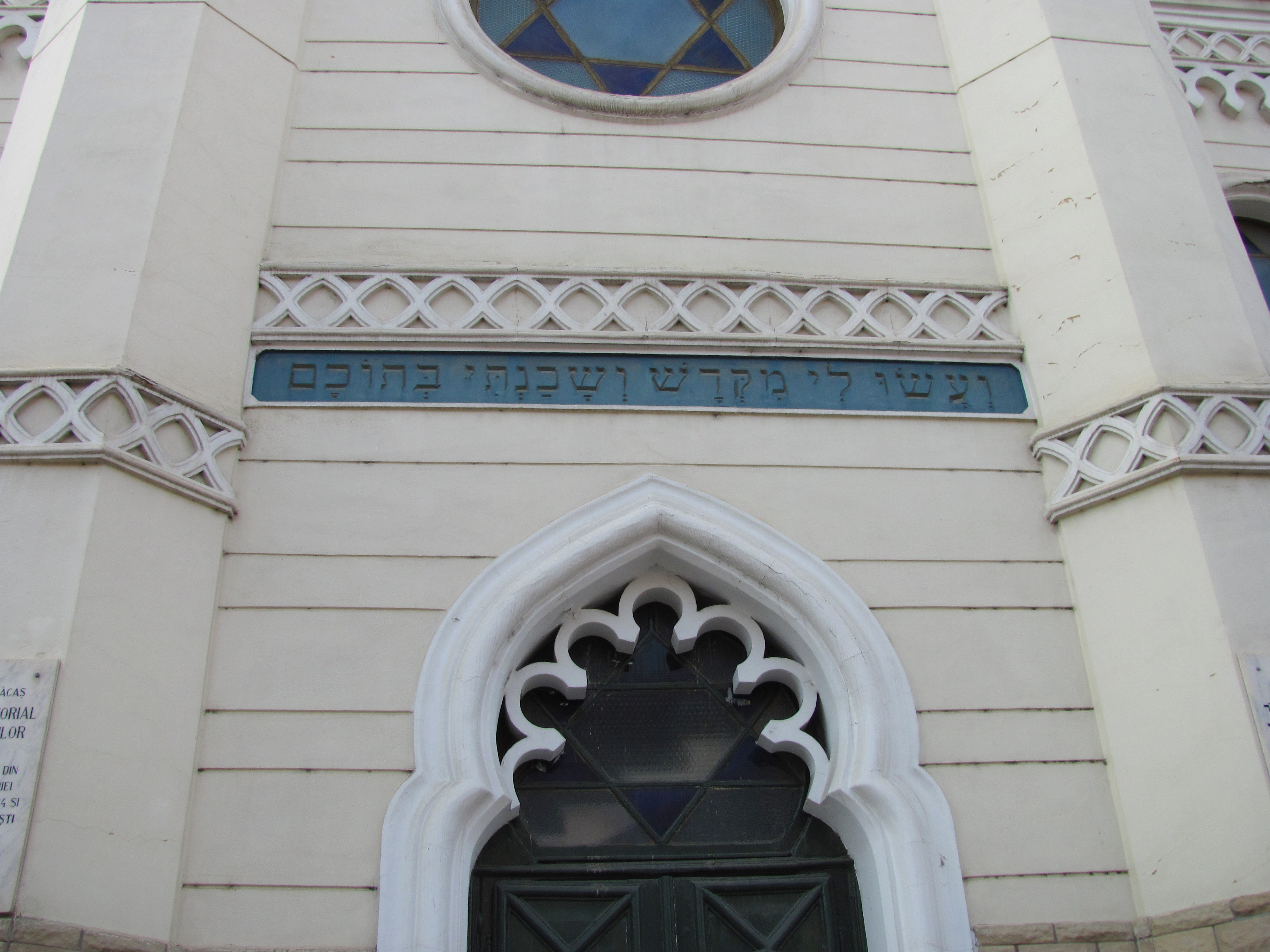
Detaliu
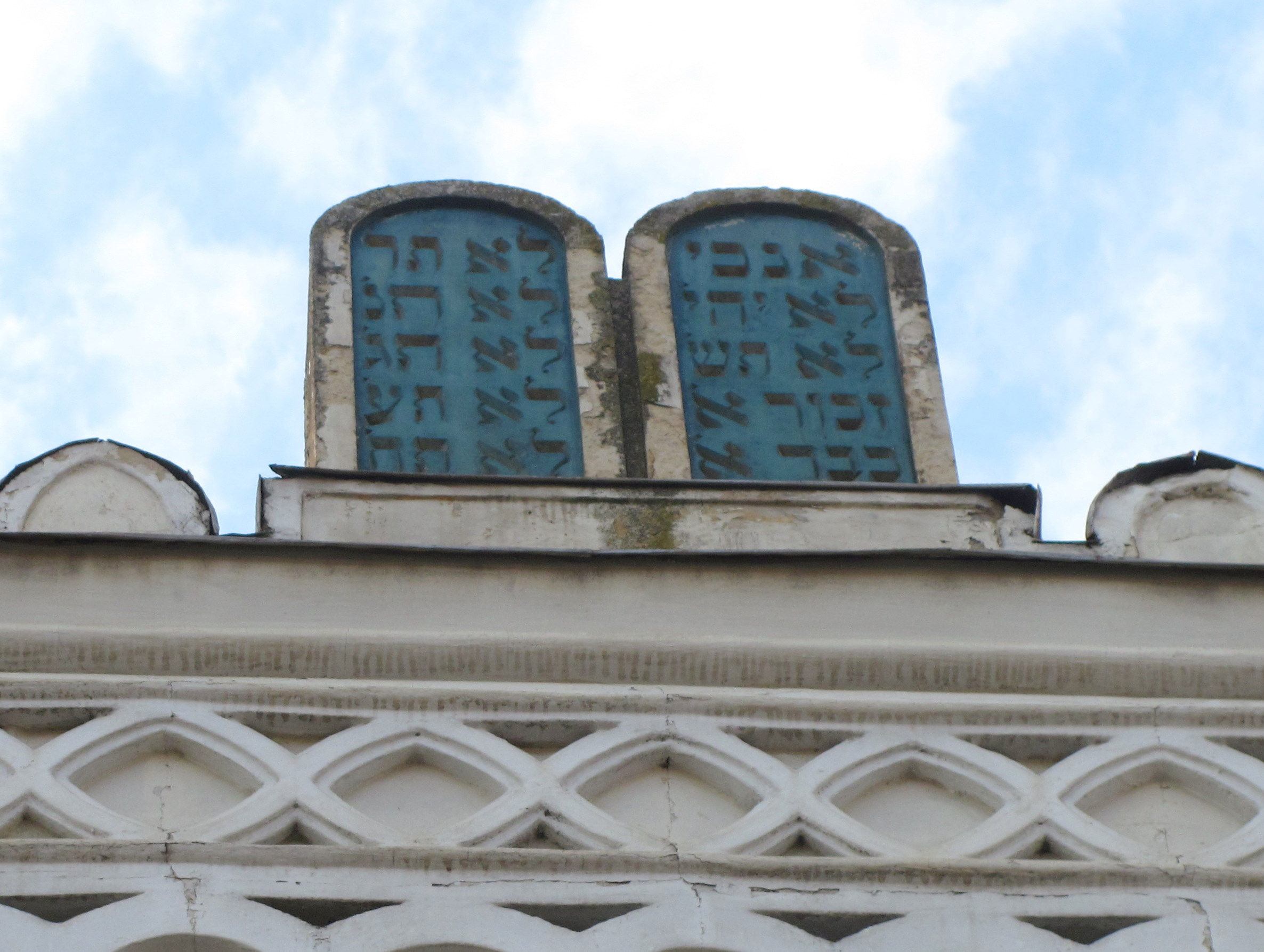
Detaliu